# 엘자이시 SC
엘자이시 스포츠 클럽(아랍어: نادي الجيش الرياضي)은 도하를 연고로 했던 카타르의 축구 클럽이다.

## 역사
2010-11 카타르가스 리그(카타르의 2부 축구 리그) 시즌에서 우승을 차지하면서 카타르 스타스 리그(카타르의 1부 축구 리그)로 승격되었다. 2011-12 시즌에서 준우승을 기록했으며 2012-13 시즌에서 우승을 차지했다. AFC 챔피언스리그 2013에서 조별 예선 2위를 기록하면서 16강전에 진출했지만 사우디아라비아의 알아흘리에 합계 1-3으로 패하면서 탈락했다.
2017년 4월 레크위야 SC와의 전격 통합이 발표되었고, 카타르 스타스 리그 2017-18 시즌부터 알두하일 SC라는 이름으로 새롭게 출발한다.

## 성적
- 카타르 스타스 리그: 우승 1회 (2012-13)
- 카타르가스 리그: 우승 1회 (2010-11)
- 카타르 스타스컵: 우승 1회 (2012-13)

## 역대 감독
| 감독            | 임기        |
| --------------- | ----------- |
| 러즈반 루체스쿠 | 2012 ~ 2014 |
| 사브리 라무시   | 2014 ~ 2017 |